# Schellolepis persicifolia
Schellolepis persicifolia là một loài thực vật có mạch trong họ Polypodiaceae. Loài này được (Desv.) Pic. Serm. miêu tả khoa học đầu tiên năm 1973.